# Plapigella elegans
Plapigella elegans är en insektsart som beskrevs av Spångberg 1878. Plapigella elegans ingår i släktet Plapigella och familjen dvärgstritar. Inga underarter finns listade i Catalogue of Life.